# 플레이스테이션 포터블 게임 목록
이 문서에서는 소니에서 제작한 휴대용 게임기, PSP의 게임 목록들을 나열한다.

## ㄱ
- 괴혼
- 교향시편 유레카 세븐
- 구루민
- 그란 투리스모 (PSP)
- 금색의 코르다
- 기타 히어로3 : 레전드 오브 락
- 갓 오브 워

## ㄴ
- 니드 포 스피드: 언더커버
- 니드 포 스피드: 프로스트리트
- 노래의☆왕자님♪ 시리즈

## ㄷ
- 디제이맥스 포터블
- 디제이맥스 포터블 2
- 디제이맥스 포터블 블랙 스퀘어
- 디제이맥스 포터블 클래지콰이 에디션
- 디제이맥스 피버
- 디제이맥스 핫튠즈
- 디제이맥스 포터블 3

## ㄹ
- 레인보우 식스: 베가스

## ㅁ
- 머나먼 시공 속에서
- 메탈슬러그 (시리즈)
- 몬스터 헌터 포터블 2nd G
- 몬스터 헌터 3rd

## ㅅ
- 스즈미야 하루히의 약속
- 스페이스 인베이더

## ㅇ
- 아이돌 마스터
- 어스토니시아 스토리
- 에어 (비디오 게임)
- 영웅전설 V 바다의 함가
- 월-E (비디오 게임)
- 위닝 일레븐
- 이니셜 D 스트리트 스테이지
- 이스 VI

## ㅈ
- 전국 바사라
- 전차로 GO!
- 절체절명도시 3
- 쯔바이!!
- 진삼국무쌍

## ㅊ
- 철권 6

## ㅋ
- 카논 (비디오 게임)
- 코믹 파티
- 콜 오브 듀티

## ㅌ
- 태고의 달인
- 테일즈 오브 데스티니 2
- 투하트
- 투하트2
- 트랜스포머: 더 게임
- 트윙클☆크루세이더스

## ㅍ
- 파이널 판타지
- 판타지 골프 팡야 포터블
- 프린세스 메이커
- 페르소나

## ㅎ
- 하츠네 미쿠 -Project DIVA-